# 克卢索内
克卢索内（義大利語：Clusone），是意大利贝加莫省的一个市镇。总面积25平方公里，人口8784人，人口密度351.4人/平方公里（2009年）。国家统计（ISTAT）代码为016077。

## 友好城市
- 法國 勒兰西